# 吲哚-3-甲酸
吲哚-3-甲酸是一种有机化合物，化学式为C9H7NO2。

## 制备
吲哚-3-甲酸可由吲哚-3-甲醛氧化制备：
在pH＝8~9的碳酸钠溶液中，用高锰酸钾氧化，副产物较少。

## 用途
吲哚-3-甲酸可以用于药物合成。